# Saint-Martin-de-Pallières
Saint-Martin-de-Pallières (do 1 sierpnia 2012 Saint-Martin) – miejscowość i gmina we Francji, w regionie Prowansja-Alpy-Lazurowe Wybrzeże, w departamencie Var.
Według danych na rok 1990 gminę zamieszkiwały 142 osoby, a gęstość zaludnienia wynosiła 5 osób/km² (wśród 963 gmin regionu Prowansja-Alpy-W. Lazurowe Saint-Martin plasuje się na 657. miejscu pod względem liczby ludności, natomiast pod względem powierzchni na miejscu 354.). 